# Lista światowego dziedzictwa UNESCO w Maroku
Lista światowego dziedzictwa UNESCO w Maroku – lista miejsc w Maroku wpisanych na listę światowego dziedzictwa UNESCO, ustanowionej na mocy Konwencji w sprawie ochrony światowego dziedzictwa kulturowego i naturalnego, przyjętej przez UNESCO na 17. sesji w Paryżu 16 listopada 1972 i ratyfikowanej przez Maroko 28 października 1975 roku.
Obecnie (stan na czerwiec 2020 roku) na liście znajduje się dziewięć obiektów, wszystkie o charakterze dziedzictwa kulturowego.
Na marokańskiej liście informacyjnej UNESCO – liście obiektów, które Maroko zamierza rozpatrzyć do zgłoszenia do wpisu na listę światowego dziedzictwa, znajduje się trzynaście obiektów (stan na czerwiec 2020 roku).

## Obiekty na liście światowego dziedzictwa UNESCO
Poniższa tabela przedstawia marokańskie obiekty na liście światowego dziedzictwa UNESCO:
Nr ref. – numer referencyjny UNESCO;
Obiekt – polskie tłumaczenie nazwy wpisu na liście wraz z jej angielskim oryginałem;
Położenie – miasto, region; współrzędne geograficzne;
Typ – klasyfikacja według Komitetu Światowego Dziedzictwa:
- kulturowe (K),
- przyrodnicze (P),
- kulturowo–przyrodnicze (K,P);

Rok wpisu – roku wpisu na listę i rozszerzenia wpisu;
Opis – krótki opis obiektu wraz z informacjami o jego zagrożeniu.
| Nr ref. | Obiekt | Zdjęcie | Położenie                                                                    | Typ                 | Rok       | Opis |
| ------- | --- | ------- | ---------------------------------------------------------------------------- | ------------------- | --------- | --- |
| 170     | Medyna w Fezie Medina of Fez                                                                              |         | Fez Fez-Meknes 34°03′40,0″N 4°58′40,0″W/34,061110 -4,977780                  | K (ii)(v)           | 1981      | Średniowieczna medyna z medresami, karawanserajami, pałacami, rezydencjami, meczetami i fontannami w dawnej stolicy Maroka Fezie. |
| 331     | Medyna w Marrakeszu Medina of Marrakesh                                                                   |         | Marrakesz Marrakesz-Safi 31°37′53,0″N 7°59′12,0″W/31,631390 -7,986670        | K (i)(ii)(iv)(v)    | 1985      | Medyna ze średniowiecznymi zabytkami: meczetem Księgarzy, kasbą, murami miejskimi i monumentalnymi bramami, oraz z zabytkami czasów późniejszych, m.in.: pałacem el-Badi, medresą Alego ibn Jusufa, nekropolą Sadytów, placem Dżami al-Fana.                                                                                         |
| 444     | Ksar w Ajt Bin Haddu Ksar of Ait-Ben-Haddou                                                               |         | Sus-Massa-Dara 31°02′50,0″N 7°07′49,0″W/31,047220 -7,130279                  | K (iv)(v)           | 1987      | Ksar – ufortyfikowana osada z gliny, z domami skupionymi wewnątrz murów obronnych, tradycyjny typ zabudowy pre-saharyjskiej. |
| 793     | Zabytkowe miasto Meknes Historic City of Meknes                                                           |         | Meknes Fez-Meknes 33°53′00,0″N 5°33′30,0″W/33,883333 -5,558333               | K (iv)              | 1996      | Meknes, założone w XI w. przez Almorawidów, stolica kraju za panowania Maulaja Isma’ila (1672–1727), z wieloma XVII-wiecznymi zabytkami w stylu hiszpańsko-mauretańskim. |
| 836     | Stanowisko archeologiczne w Volubilis Archaeological Site of Volubilis                                    |         | Fez-Meknes 34°04′26,0″N 5°33′25,0″W/34,073890 -5,556940                      | K (ii)(iii)(iv)(vi) | 1997 2007 | Stanowisko archeologiczne z kompleksem ruin rzymskiego miasta z III w. p.n.e. – starożytnej stolicy Mauretanii Tingitana. |
| 837     | Medyna w Tetuanie (dawne Titawin) Medina of Tétouan (formerly known as Titawin)                           |         | Tetuan Tanger-Tetuan-Al-Husajma 35°34′15,0″N 5°22′00,0″W/35,570833 -5,366670 | K (ii)(iv)(v)       | 1997      | Średniowieczna medyna w Tetuanie, rozbudowana w XV w. po rekonkwiście przez uchodźców z Andaluzji wygnanych przez Hiszpanów. |
| 753     | Medyna w Essaouira (dawny Mogador) Medina of Essaouira (formerly Mogador)                                 |         | Marrakesz-Safi 31°30′50,8″N 9°46′13,1″W/31,514111 -9,770306                  | K (ii)(iv)          | 2001      | XVIII-wieczna medyna w As-Suwajra – przykład północnoafrykańskiego miasta warownego wzniesionego według zasad ówczesnej europejskiej architektury wojskowej. |
| 1058    | Portugalskie miasto Mazagan (El Jadida) Portuguese City of Mazagan (El Jadida)                            |         | Dukkala-Abda 33°15′24,0″N 8°30′07,0″W/33,256670 -8,501940                    | K (ii)(iv)          | 2004      | XVI-wieczna portugalska twierdza – Mazagan – współcześnie część miasta Al-Dżadida, przykład wczesnorenesansowej architektury wojskowej m.in. z późnogotyckim kościołem Wniebowzięcia w stylu manuelińskim. |
| 1401    | Rabat, nowoczesna stolica i historyczne miasto Rabat, Modern Capital and Historic City: a Shared Heritage |         | Rabat-Sala-Al-Kunajtira 34°01′27″N 6°49′24″W/34,024167 -6,823333             | K (ii)(iv)          | 2012      | Rabat – efekt twórczego połączenia arabsko-muzułmańskiej przeszłości z zachodnim modernizmem – ze średniowiecznym starym miastem z meczetem Hassana i nowym miastem wzniesionym w okresie francuskiego protektoratu z gmachami administracji, dzielnicami mieszkalnymi i handlowymi oraz ogrodem botanicznym (fr. Jardins d’Essais). |

## Obiekty na marokańskiej Liście Informacyjnej UNESCO
Poniższa tabela przedstawia obiekty na marokańskiej Liście Informacyjnej UNESCO:
Nr ref. – numer referencyjny UNESCO;
Obiekt – polska nazwa obiektu wraz z jej oryginałem na marokańskiej Liście Informacyjnej;
Położenie – miasto, region; współrzędne geograficzne;
Typ – klasyfikacja według zgłoszenia:
- kulturowe (K),
- przyrodnicze (P),
- kulturowo–przyrodnicze (K,P);

Rok wpisu – roku wpisu na Listę Informacyjną;
Opis – krótki opis obiektu wraz z informacjami o jego zagrożeniu.
| Nr ref. | Obiekt | Zdjęcie | Położenie                                                             | Typ                  | Rok  | Opis |
| ------- | --- | ------- | --------------------------------------------------------------------- | -------------------- | ---- | --- |
| 450     | Maulaj Idris Moulay Idriss Zerhoun                                                                                      |         | Meknes-Tafilalt 34°03′20″N 5°31′20″W/34,055556 -5,522222              | K (ii)(iv)(vi)       | 1995 | Miasto na górze Zerhoun założone przez Idrisa I założyciela pierwszego państwa islamskiego w Maroku pod koniec VII wieku; charakteryzuje się wyszukaną architekturą islamską. |
| 451     | Taza i Wielki Meczet Taza et la Grande Mosquée                                                                          |         | Taza-Al-Husajma-Taunat 34°14′00″N 4°01′00″W/34,233333 -4,016667       | K (ii)               | 1995 | Historyczne miasto na skrzyżowaniu szlaków między wschodem a zachodem kraju z zachowanymi budowlami obronnymi i Wielkim Meczetem z okresu średniowiecza.                      |
| 452     | Meczet w Tinmel Mosquée de Tinmel                                                                                       |         | Marrakesz-Safi 30°59′04,7″N 8°13′42,5″W/30,984639 -8,228472           | K (ii)(v)            | 1995 | Meczet w Tinmel w Atlasie Wysokim ku czci Ibn Tumarty (1080–1128), twórcy ruchu Almohadów w XII w.                                                                            |
| 456     | Liksus Ville de Lixus                                                                                                   |         | Tanger-Tetuan-Al-Husajma 35°12′03,2″N 6°05′50,1″W/35,200886 -6,097239 | K (ii)(iii)(iv)      | 1995 | Stanowisko archeologiczne z ruinami starożytnego miasta z pozostałościami z czasów fenickich, punickich, mauretańskich, rzymskich i islamskich.                               |
| 458     | El Gour |         | Fez-Meknes 33°51′01″N 5°18′32″W/33,850278 -5,308889                   | K (iii)              | 1995 | Kurhan (bazina) z ok. IV w. p.n.e. wzniesiony z ciętych kamiennych bloków ułożonych dwuwarstwowo na plania koła.                                                              |
| 459     | Grotte de Taforalt |         | Region Wschodni 34°48′53,1″N 2°24′14,3″W/34,814750 -2,403972          | K (v)                | 1995 | Jaskinia, w której znaleziono szczątki ok. 100 ludzi kultury iberomauruzyjskiej z okresu ok. 20 tys. lat p.n.e.                                                               |
| 1179    | Park Narodowy Talassemtane Parc naturel de Talassemtane                                                                 |         | Tanger-Tetuan-Al-Husajma 35°13′31,1″N 5°08′26,1″W/35,225300 -5,140589 | P (vii)(x)           | 1998 | Śródziemnomorski ekosystem leśny, charakteryzujący się występowaniem licznych gatunków enedmicznych, m.in. jodły hiszpańskiej.                                                |
| 1180    | Obszar występowania Dracaena draco subsp. ajgal Aire du Dragonnier Ajgal                                                |         | Tanger-Tetuan-Al-Husajma 29°46′00″N 9°43′00″W/29,766667 -9,716667     | P (vii)(viii)(ix)(x) | 1998 | Obszar występowania podgatunku draceny smoczej Dracaena draco subsp. ajgal i arganii żelaznej, gdzie znajdują się także malowidła naskalne wykonane sokiem z draceny smoczej. |
| 1182    | Laguna Khenifiss Lagune de Khnifiss                                                                                     |         | Al-Ujun-As-Sakija al-Hamra 28°03′00″N 12°15′00″W/28,050000 -12,250000 | P (vii)(x)           | 1998 | Laguna Khenifiss (60 tys. ha) leżąca na północny wschód od Tarfaya na wybrzeżu atlantyckim charakteryzuje się dużą bioróżnorodnością.                                         |
| 1183    | Park Narodowy Dachla Parc national de Dakhla                                                                            |         | Ad-Dachla-Wadi az-Zahab 23°43′00″N 15°57′00″W/23,716667 -15,950000    | P (x)                | 1998 | Park Narodowy Dachla (ponad 14 tys. km²) w Rio de Oro charakteryzuje się dużą bioróżnorodnością, występują tu m.in. zagrożone wyginięciem mniszki śródziemnomorskie.          |
| 5625    | Oaza Fidżidż Oasis de Figuig                                                                                            |         | Region Wschodni 32°07′00″N 1°13′45″W/32,116667 -1,229167              | K (iii)(iv)(v)       | 2011 | Oaza w południowo-wschodnim Maroku przy granicy z Algierią z charakterystyczną zabudową ksaru, systemem irygacyjnym i wielopoziomowymi ogrodami.                              |
| 5848    | Casablanca, miasto XX wieku, na skrzyżowaniu wpływów Casablanca, Ville du XXème siècle, carrefour d’influences          |         | Casablanca-Sattat 33°32′00″N 7°35′00″W/33,533333 -7,583333            | K (ii)(iv)           | 2013 | XX-wieczne miasto, synteza elementów różnych kultur, epok i modeli urbanistycznych.                                                                                           |
| 6159    | Łańcuch oaz Tighmert, przedsaharyjski region Wadi Nun Le chapelet d'oasis de Tighmert, Région présaharienne du Wad Noun |         | Kulmim-Wad Nun 28°27′00″N 10°06′36″W/28,450000 -10,110000             | K (iii)(iv)(v)       | 2016 | Łańcuch oaz otaczających Tighmert – dawniej ksarów, współcześnie gajów palmowych, wzdłuż Wadi Nun.                                                                            |